# Visselcistikola
Visselcistikola (Cisticola lateralis) är en fågel i familjen cistikolor inom ordningen tättingar. Den förekommer i öppna miljöer i Afrika från Senegal till Kenya och Angola. Beståndet anses vara livskraftigt.

## Utseende och läte
Visselcistikolan är en stor och ostreckad cistikola. Kännetecknande är vit undersida och två band över stjärtspetsen, ett ljust och ett svart. Arten är relativt lik vitbrynad cistikola, men saknar rostrött på hjässan och på vingarna. Även miombocistikola och kongocistikola är lika, men även hos dessa är hjässan roströd. Sången är en snabb och fyllig ramsa som avges från en synlig sittplats.

## Utbredning och systematik
Visselcistikola förekommer i Afrika från Senegal till Kenya och Angola. Den delas in i tre underarter med följande utbredning:
- Cisticola lateralis lateralis – Senegal och Gambia till Nigeria och Kamerun
- Cisticola lateralis antinorii – Centralafrikanska republiken till västra Kenya
- Cisticola lateralis modestus – Gabon till norra Angola och södra Kongo-Kinshasa

Vissa urskiljer även underarten vincenti med utbredning i nordöstra Angola och södra Demokratiska republiken Kongo.

### Familjetillhörighet
Cistikolorna behandlades tidigare som en del av den stora familjen sångare (Sylviidae). Genetiska studier har dock visat att sångarna inte är varandras närmaste släktingar. Istället är de en del av en klad som även omfattar timalior, lärkor, bulbyler, stjärtmesar och svalor. Idag delas därför Sylviidae upp i ett antal familjer, däribland Cisticolidae.

## Levnadssätt
Visselcistikolan hittas i en rad olika öppna miljöer, bland annat fuktig savann, buskmarker, igenväxt odlingsbygd och utmed skogsbryn.

## Status
Arten har ett stort utbredningsområde och beståndet anses stabilt. Internationella naturvårdsunionen IUCN listar den därför som livskraftig (LC).

## Namn
Cistikola är en försvenskning av det vetenskapliga släktesnamnet Cisticola som betyder "cistroslevande".